# Golpe de Estado no Burundi em 1996
O Golpe de Estado no Burundi em 1996 foi um golpe militar que ocorreu no Burundi em 25 de julho de 1996. Em meio à Guerra Civil do Burundi, o ex-presidente Pierre Buyoya (um tutsi) depôs o presidente hutu Sylvestre Ntibantunganya. De acordo com a Anistia Internacional, nas semanas seguintes ao golpe, mais de 6 000 pessoas foram mortas no país. Este foi o segundo golpe bem sucedido de Buyoya, tendo o primeiro derrubado Jean-Baptiste Bagaza em 1987.

## Antecedentes
O tutsi Pierre Buyoya chegou ao poder no Burundi após um golpe militar em setembro de 1987, quando ele depôs Jean-Baptiste Bagaza. Buyoya foi presidente até a primeira eleição presidencial democrática do país em 27 de junho de 1993, que foi vencida pelo hutu Melchior Ndadaye. Em 21 de outubro, Ndadaye foi assassinado, o que provocou a Guerra Civil do Burundi entre os grupos hutus e tutsis. O hutu moderado Cyprien Ntaryamira tornou-se presidente em fevereiro de 1994, mas tanto ele como o presidente ruandês Juvénal Habyarimana foram assassinados em abril daquele ano, um evento que provocou o genocídio de Ruanda. Ntaryamira foi sucedido por um outro líder hutu, Sylvestre Ntibantunganya.

## Eventos de Julho de 1996
Em 21 de julho de 1996, os rebeldes hutus atacaram um campo de refugiados no país e mataram mais de 300 pessoas. Em 23 de julho, o presidente Ntibantunganya se escondeu na casa do embaixador dos Estados Unidos. O exército tomou o poder em 25 de julho, em um movimento anunciado via rádio pelo ministro da Defesa, Firmin Sinzoyiheba. Pierre Buyoya foi nomeado presidente interino. O golpe militar foi condenado por líderes internacionais, incluindo o presidente dos EUA, Bill Clinton, o Secretário-Geral das Nações Unidas, Boutros Boutros-Ghali e o chefe da Organização de Unidade Africana, Salim Ahmed Salim. Foi a quarta tomada de poder no governo do Burundi desde a independência do país em 1962, e a segunda por Buyoya.

## Consequências
Segundo a Anistia Internacional, nas semanas imediatamente após o golpe de Estado, mais de 6.000 pessoas foram mortas no país. Buyoya foi sucedido como presidente em 2003 por Domitien Ndayizeye. A guerra civil continuou até 2005.